# توني فوستر
توني فوستر (بالإنجليزية: Tony Foster)‏ هو أكاديمي نيوزيلندي، ولد في 13 سبتمبر 1853 في لندن في المملكة المتحدة، وتوفي في 8 سبتمبر 1918.